# Verd
Verd is een plaats in Slovenië en maakt deel uit van de gemeente Vrhnika in de NUTS-3-regio Osrednjeslovenska. De plaats telde 1.954 inwoners op 1 januari 2020.